# Dendrotriton sanctibarbarus
Dendrotriton sanctibarbarus és una espècie d'amfibi urodel de la família Plethodontidae. És endèmica d'Hondures.
El seu hàbitat natural són els montans humits tropicals o subtropicales. Està amenaçada d'extinció a causa de la destrucció del seu hàbitat.